# Dajing (socken i Kina, Guangxi)
Dajing (kinesiska: 大境瑶族乡, 大境) är en socken i Kina. Den ligger i den autonoma regionen Guangxi, i den södra delen av landet, omkring 350 kilometer nordost om regionhuvudstaden Nanning. Antalet invånare är 9747. Befolkningen består av 4 601 kvinnor och 5 146 män. Barn under 15 år utgör 13,0 %, vuxna 15-64 år 71 %, och äldre över 65 år 14,0 %.
Genomsnittlig årsnederbörd är 2 325 millimeter. Den regnigaste månaden är juni, med i genomsnitt 414 mm nederbörd, och den torraste är oktober, med 54 mm nederbörd.